# 刘阐 (三国)
劉闡（?—?），別名劉緯，荊州江夏郡竟陵县人，东汉末期、三国孙吴人物。劉璋次子，劉循之弟。
劉備攻打益州，最終劉闡和父亲一起归降劉備。刘璋到荊州赴公安，劉闡跟随父亲，劉循留在成都担任奉車中郎将。219年，关羽战敗，荊州被孙吴占領，劉璋、劉闡父子投靠孙吴。劉璋死後，劉闡历任益州刺史、御史中丞。223年，雍闓叛蜀，劉闡兼交州刺史，到广東附近赴任，翌年孙吴与蜀漢議和，劉闡被召還建業。数年後病故。